# Округ Батлер (Небраска)
Округ Батлер (енгл. Butler County) је округ у америчкој савезној држави Небраска.

## Демографија
По попису из 2010. године број становника је 8.395, што је 372 (-4,2%) становника мање него 2000. године.
| Група             | 2000.         | 2010.         |
| Белци             | 8.556 (97,6%) | 8.092 (96,4%) |
| Афроамериканци    | 9 (0,1%)      | 24 (0,3%)     |
| Азијати           | 11 (0,1%)     | 27 (0,3%)     |
| Хиспаноамериканци | 145 (1,7%)    | 195 (2,3%)    |
| Укупно            | 8.767         | 8.395         |